# Frieda Kretschmann-Winckelmann

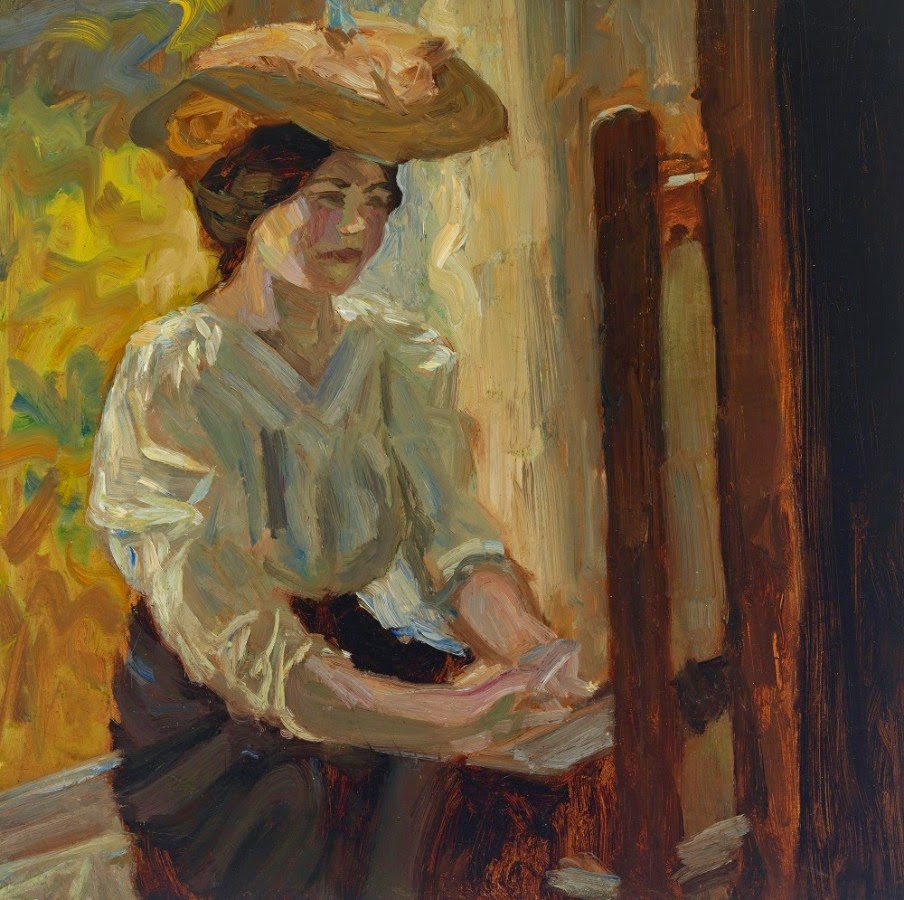
Selbstporträt

Frieda Kretschmann-Winckelmann ursprünglich Viktoria Pauline Margarete Elfriede Kretschmann (* 23. Oktober 1870 in Berlin; † 14. Dezember 1939 ebenda) war eine deutsche Malerin, Grafikerin und Bildhauerin.

## Leben und Werk

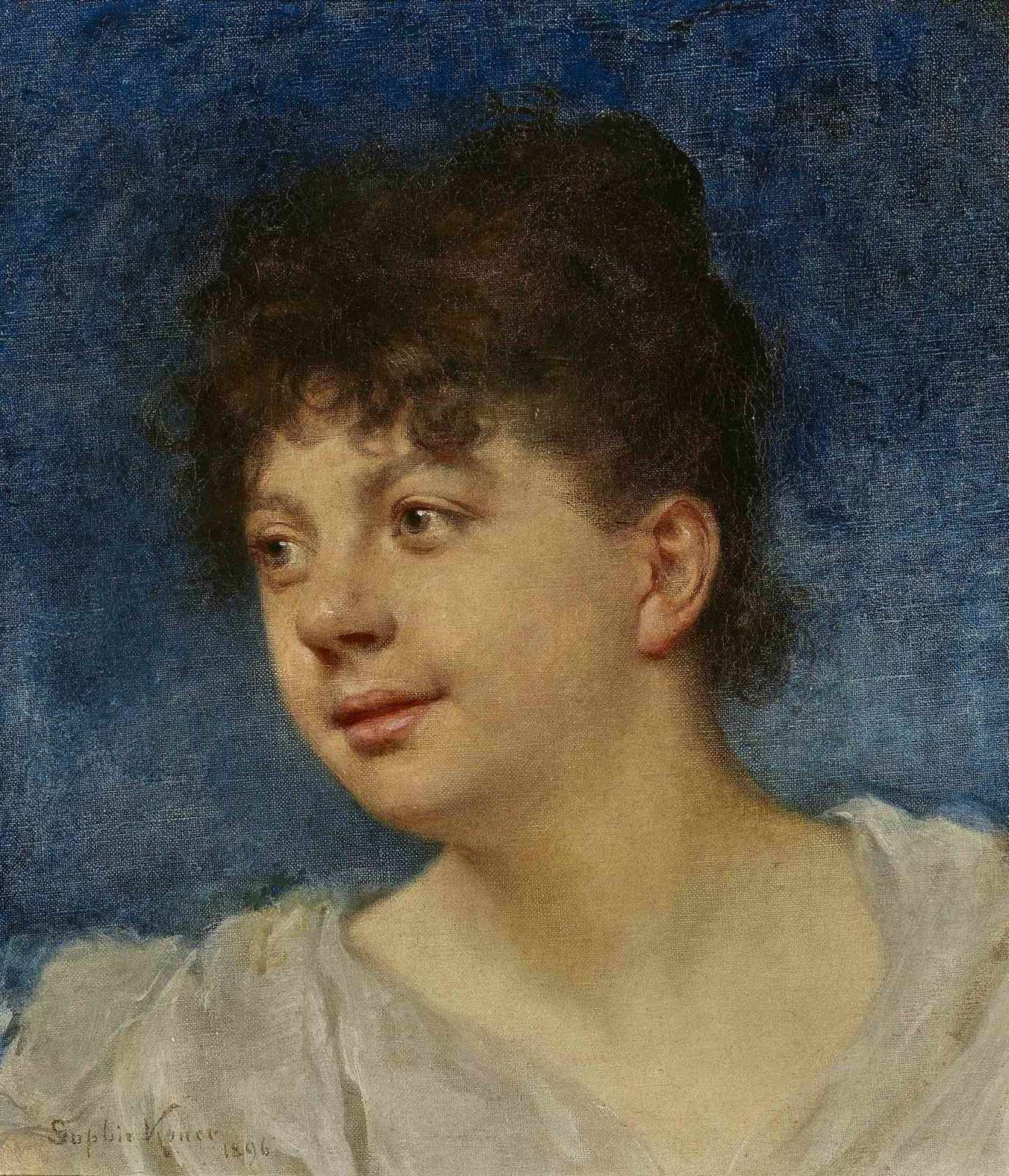
Sophie Koner, Porträt der Elfriede Kretschmann-Winckelmann.

Frieda Kretschmann-Winckelmann wurde als Elfriede Kretschmann in Berlin geboren. Ihre Eltern waren der Kaufmann Charles Heinrich Kretschmann (um 1838–1914), der noch 1871 dem „Comite zur Wahrung der Rechte der aus Frankreich vertriebenen Deutschen“ angehörte, und dessen Frau Margarethe geb. Bergmann. Die Eltern hatten 1870 in Leipzig geheiratet. Der Doppelname Frieda Kretschmann-Winckelmanns geht nicht auf eine Eheschließung zurück. Vielmehr heiratete die Mutter Margarethe Kretschmann noch vor 1903 den Inhaber der Berliner Holzschraubenfabrik „C. Winckelmann“ und späteren Charlottenburger Stadtrat Clemens Winckelmann (1842–1908), woraufhin die Tochter wie ihr jüngerer Bruder Horst Kretschmann (1879–1942) zusätzlich den Nachnamen ihres Stiefvaters annahm. Der Bruder Horst Kretschmann-Winckelmann wurde wie sein Stiefvater Fabrikbesitzer in Berlin, betätigte sich spätestens ab 1922 im Wissenschaftlich-humanitären Komitee (WhK) Magnus Hirschfelds und wurde damit ein namhafter Aktivist der frühen deutschen Homosexuellenbewegung. Ein weiterer Bruder Frieda Kretschmanns, Hermann Gerhard Kretschmann, starb 1881 im Alter von nur sechs Wochen.
Frieda Kretschmann-Winckelmann erhielt ihre Ausbildung zur Grafikerin bei Käthe Kollwitz und unternahm Studienreisen nach Paris und London. Ab 1904 beteiligte sie sich in München und Berlin an Ausstellungen. Etwa 1916 begann sie auch plastische Werke herzustellen; als Bildhauerin war sie zunächst Autodidaktin. Das Holzschnitzen erlernte sie um 1922 bei Ludwig Kunstmann. Ihre figürlichen Holzschnitzereien zeichnet ein derber Holzschnitzstil aus.
In Dresden stellte sie 1921 zwei Porträtbüsten aus, in Berlin 1926 vier Porträtbüsten, darunter ein Bildnis von Käthe Kollwitz, und geschnitzte Krippenfiguren. Bis 1935 lehrte sie an der Malschule des Vereins der Berliner Künstlerinnen; zu dessen Mitgliedern sie von 1901 bis 1937 gehörte. 1930 war sie stellvertretende Vorsitzende des Vereins, 1931 Vorsitzende, von 1936 an gehörte sie dem Beirat an. Zu einem nicht näher bekannten Zeitpunkt trat sie vom evangelischen zum katholischen Glauben über. Friede Kretschmann-Winckelmann erlag am 14. Dezember 1939 im St. Hedwig-Krankenhaus einem Krebsleiden. Zu ihren letzten Werken gehörte eine Pieta, die Käthe Kollwitz als ihre beste Arbeit bezeichnete.
Frieda Kretschmann-Winckelmann ist nicht zu verwechseln mit der Berliner Politikerin und Pädagogin Frida Winckelmann (1873–1943).